# Pero sella
Pero sella är en fjärilsart som beskrevs av Robert W. Poole 1987. Pero sella ingår i släktet Pero och familjen mätare. Inga underarter finns listade i Catalogue of Life.